# 大西郵便局
大西郵便局（おおにしゆうびんきょく）は、愛媛県今治市にある郵便局。民営化前の分類では無集配特定郵便局であった。

## 概要
住所：〒799-2203 愛媛県今治市大西町新町引地甲307-1外

## 沿革
- 1874年（明治7年） - 大井（おおい）郵便取扱所として開設[1]。
- 1875年（明治8年）1月1日 - 大井郵便局（五等）となる。
- 1885年（明治18年）10月1日 - 貯金取扱を開始。
- 1889年（明治22年）4月1日 - 新町村大井（しんまちむらおおい）郵便受取所となる。
- 1890年（明治23年）6月16日 - 大井郵便受取所に改称。
- 1902年（明治35年）3月1日 - 大井郵便局となる。
- 1956年（昭和31年）2月1日 - 大西郵便局に改称[2]。
- 1970年（昭和45年）10月22日 - 電話交換業務を今治電報電話局に移管。
- 2006年（平成18年）10月16日 - 集配業務を波止浜郵便局に移管[3]。
- 2007年（平成19年）10月1日 - 民営化。
- 2012年（平成24年）10月1日 - 日本郵便株式会社発足。

## 取扱内容
- 郵便、印紙、ゆうパック、内容証明
- 貯金、為替、振替、振込、国際送金、国債
- 生命保険、バイク自賠責保険
- ゆうちょ銀行ATM（管轄はゆうちょ銀行松山支店）

## 周辺
- 今治市立大西中学校
- 今治市立大西小学校
- 国道196号

## アクセス
- JR予讃線 大西駅から南へ200m（徒歩約5分）
- せとうちバス 宮前停留所もしくは大西停留所下車
- 西瀬戸自動車道 今治ICから西へ約5km
- 愛媛県道15号大西波止浜港線沿い
- 駐車場あり：14台